# نادي دبي للشطرنج والثقافة
نادي دبي للشطرنج والثقافة تعتبر لعبة الشطرنج هي النشاط الأساسي للنادي، حيث تأسس سنة 1979، كجزء من اتحاد الإمارات للشطرنج، تبناه المجلس الأعلى للشباب والرياضة وأعترف به ككيان مستقل في 16 مايو 1981، وأنتقل لمقره لحي الممزر بدبي.

## اللاعبون
يضم النادي 107 لاعباً مسجلاً في اتحاد الإمارات للشطرنج من كافة الفئات العمرية. من ضمنهم:
- اللاعب طالب موسى حاصل على أعلى لقب شطرنجي بالنادي وهو أستاذ دولي كبير.
- أربعة لاعبين حاصلين على لقب أستاذ دولي، وهم: (سعيد أحمد سعيد، ناصر أحمد سعيد، منصور عبد الله محمد، طالب موسى)
- أربعة لاعبين حاصلين على لقب أستاذ اتحادي وهم: (عثمان موسى، محمد عبدالرحيم، أحمد أسحاق، سعيد إسحاق)

استطاع النادي أحتكار بطولات الإمارات للفرق المخصصة للرجال لمدة 15 عشر سنة، ولم يبتعد عنها إلا في عام 1995 الذي أنسحب فيه من البطولة لأسباب تنظيمية.

## البنية التحتية للنادي
يحوي النادي:
- قاعة الشيخ سعيد بن حمدان بن راشد آل مكتوم وهي أكبر قاعة شطرنجية داخل نادي شطرنج بحيث تكفي لمشاركة أكثر من 240 لاعب في بطولة واحدة سواء كانت فردية أو فرقية مما يؤهل النادي لإستضافة أحداث شطرنجية كبيرة في حجم بطولة المدن الآسيوية لفرق الشطرنج
- غرف تدريب مزودة بتجهيزات عالية من مستلزمات اللعبة وأجهزة وبرامج الكمبيوتر التي تخدم المدرب والمتدربين، كما يمكن الاستفادة من القاعة في أغراض متعددة من احتفالات وأنشطة تخدم النادي وتمنحه الفرصة لتنظيم فعاليات أخرى بجانب البطولات الشطرنجية
- قاعة تحكم لإدارة البطولات والفعاليات ومجهزة بأجهزة الصوت والإضاءة التي تتناسب والفعاليات التي ينظمها النادي
- قاعة الكمبيوتر التي تقدم خدماتها للاعبين والأعضاء
- مكتبة ثقافية كبيرة لخدمة رواد النادي وأبناءه تقع في الطابق الأول بالنادي بجانب المكاتب الإدارية.
- الملحقات وهي
  - قاعة الأستقبال
  - قاعة مخصصة لكبار الزوار
  - قاعة لخدمات الإنترنيت
  - قاعة للسنوكر والبلياردو
  - كافيتريا تقدم الوجبات الخفيفة والمشروبات والخدمات لرواد النادي واللاعبين

## البطولات

### البطولات الدولية التي ينظمها النادي
1. تنظيم بطولة دبي المفتوحة على كأس الشيخ راشد بن حمدان آل مكتوم سنوياً وهي واحدة من أبرز البطولات المفتوحة عالمياً ويشارك بها مجموعة متميزة من الأساتذة الكبار.[2][3]
2. تنظيم بطولة دبي الدولية للناشئين (كأس سعيد بن حمدان آل مكتوم) سنوياً وهي أكبر بطولة دولية للناشئين على مستوى العالم بعد بطولة العالم للناشئين التي ينظمها الاتحاد الدولي للشطرنج.[4]

### البطولات الدولية التي أستضافها النادي
1. بطولة الإمارات للجائزة الكبرى للشطرنج أبريل 2002، بمشاركة أفضل 32 لاعب في العالم.[2]
2. تنظيم بطولة الشطرنج السريع ضمن فعاليات (بطولة العالم للشباب) (سبتمبر 1985)، والتي فاز بها الأستاذ الدولي الكبير ماكسيم دلوجي الحاصل على بطولة العالم للشباب في نفس العام .
3. تنظيم بطولة دبي المفتوحة للشطرنج السريع ضمن فعاليات أولمبياد دبي للشطرنج 1986 [الإنجليزية] والتي فاز بها أيضاً الأستاذ الدولي الكبير ماكسيم دلوجي والمشارك ضمن الفريق الأمريكي في أولمبياد دبي العالمي.
4. بطولة كريدت سويس لأساتذة الشطرنج بمشاركة 4 مدن 1994.
5. بطولة مدن آسيا لفرق الشطرنج (كأس دبي) بمشاركة 41 مدينة 1996.

## المساهمة في عالم الشطرنج
يعود الفضل في اعتماد صيغة الشطرنج السريع إلى رئيس النادي السابق ورئيس اتحاد الإمارات للشطرنج السابق محمد غباش أثناء توليه منصب نائب رئيس الاتحاد الدولي للشطرنج. أصبح الشطرنج السريع الآن أحد الأحداث الرسمية في التقويم السنوي للاتحاد الدولي للشطرنج ولها قائمة تصنيف دولية خاصة بها.